# Tautologie (Logik)
Eine Tautologie (altgriechisch ταυτολογία von ταὐτό t’autó [aus τὸ αὐτό] „dasselbe“ und -logie), auch Verum (lateinisch verum „wahr“) genannt, ist in der Logik eine allgemeingültige Aussage, also eine Aussage, die unabhängig von der Interpretation immer wahr ist. Beispiele für Tautologien sind Aussagen wie „Das Wetter ändert sich oder es bleibt, wie es ist.“ oder „Wenn es regnet, dann regnet es“. 
Zum ersten Mal wandte Ludwig Wittgenstein den Begriff 1921 auf überflüssige Feststellungen in der Aussagenlogik an. Er entlehnte den Begriff der Rhetorik, wo eine sprachliche Wiederholung als Tautologie bezeichnet wird.
In der Logik ist eine Aussage erfüllbar, wenn sie in wenigstens einer denkbaren Interpretation wahr ist. Eine Tautologie ist demnach eine Aussage, deren Negation unerfüllbar ist. Anders ausgedrückt, sie kann nicht unwahr sein. 
Unerfüllbare Aussagen, sowohl in der Negation wie in der Affirmation, werden als Kontradiktion bezeichnet. Eine Definition, die das zu Erklärende in die Erklärung aufnimmt, vgl. idem per idem, ist als Zirkelschluss kontradiktorisch bzw. ein Beweisfehler. Eine Aussage, die weder eine Tautologie noch eine Kontradiktion ist, wird als logisch kontingent bezeichnet.
Teilweise wird der Begriff Tautologie für alle Arten von allgemeingültigen Aussagen verwendet, teilweise wird er auf solche Aussagen eingeschränkt, die in der zweiwertigen, klassischen Aussagenlogik allgemein gültig sind. Im letzteren, aussagenlogischen Sinn ist eine zusammengesetzte Aussage genau dann eine Tautologie, wenn sie wahr ist unabhängig davon, ob die Teilaussagen, aus denen sie zusammengesetzt ist, ihrerseits wahr oder falsch sind.
Formal wird die Feststellung, dass eine Aussage {\displaystyle \varphi } allgemein gültig beziehungsweise eine Tautologie ist, als {\displaystyle \models \varphi } geschrieben.

## Erklärung
Eine aussagenlogische Tautologie ist zum Beispiel die Disjunktion „Entweder es regnet, oder es regnet nicht“: Unabhängig davon, ob die in ihr vorkommende Aussage „Es regnet“ wahr ist oder nicht, ist die ganze Aussage wahr: Ist „Es regnet“ wahr, dann ist „Es regnet, oder es regnet nicht“ wahr, weil der erste Teilsatz der Disjunktion wahr ist. Ist „Es regnet“ aber falsch, dann ist damit „Es regnet nicht“ wahr. Dies wiederum ist aber der zweite Teilsatz der Disjunktion, sodass der ganze Satz auch in diesem Fall wahr ist.
Wenn man den Begriff Tautologie im weiteren Sinn verwendet, dann fallen auch Aussagen darunter, die zwar nicht in der Aussagenlogik, aber in anderen logischen Systemen wie der Prädikatenlogik oder der Modallogik allgemein gültig sind. In diesem Sinn ist zum Beispiel die prädikatenlogisch allgemein gültige Aussage „Alle Schafe sind Schafe“ eine prädikatenlogische Tautologie, die modallogisch allgemein gültige Aussage „Es ist möglich, dass es regnet, oder es ist möglich, dass es nicht regnet“ eine modallogische Tautologie.
In mehrwertigen Logiken, also in nichtklassischen Logiken, in denen es mehr als zwei Wahrheitswerte gibt, verliert der Tautologiebegriff seine – vermeintliche oder tatsächliche – umgangssprachliche Natürlichkeit und muss neu definiert werden. Eine Möglichkeit, den Tautologiebegriff in mehrwertige Logik zu übernehmen, besteht darin, aus den Wahrheitswerten einen oder mehrere herauszugreifen und ihnen besondere Bedeutung zuzumessen. Diese herausgegriffenen Pseudowahrheitswerte werden designierte Pseudowahrheitswerte genannt. Man definiert, dass all jene Aussagen Tautologien sind, die für jede Bewertung der in ihnen vorkommenden Atome einen designierten Wahrheitswert liefern. Bei dieser Lösung bleibt der Tautologiebegriff selber zweiwertig, das heißt, eine Aussage ist entweder eine Tautologie oder sie ist keine.

## Abgrenzungen und Zusammenhänge
Tautologie und Theorem
Das Konzept der Tautologie ist ein semantisches Konzept, also aus der Bedeutung einer Aussage definiert. Es muss klar unterschieden werden vom syntaktischen Konzept Theorem: Eine Aussage heißt Theorem, wenn sie innerhalb eines logischen Kalküls mittels der Axiome und Schlussregeln dieses Kalküls herleitbar ist. Im Allgemeinen ist man beim Aufstellen eines Kalküls für logische Zwecke jedoch darum bemüht, ihn so zu formulieren, dass die in ihm ableitbaren Theoreme auch wirklich Tautologien sind. In diesem Fall spricht man von einem korrekten Kalkül. Ist ein Kalkül so konstruiert, dass sich in ihm alle Tautologien ableiten lassen, dann nennt man ihn vollständig. Für die klassische Aussagenlogik und für die Prädikatenlogik erster Stufe ist es möglich, Kalküle anzugeben, die sowohl korrekt als auch vollständig sind. Für die Prädikatenlogik zweiter Stufe sagt der Satz von Trachtenbrot, dass die allgemeingültigen Aussagen nicht aufzählbar sind.
Tautologie und Kontradiktion
Als Kontradiktion bezeichnet man eine stets falsche Aussage. Damit ist in der klassischen Logik eine Aussage genau dann eine Tautologie, wenn ihre Verneinung eine Kontradiktion ist, und ist eine Aussage genau dann eine Kontradiktion, wenn ihre Verneinung eine Tautologie ist.
Tautologie und Erfüllbarkeit
Erfüllbar nennt man eine Aussage, die wahr werden kann, die also keine Kontradiktion ist. Eine Aussage ist genau dann eine Tautologie, wenn ihre Verneinung nicht erfüllbar ist.
Tautologie und analytisch wahre Sätze
In traditioneller philosophischer Terminologie sind Tautologien im logischen Sinn eine Unterklasse der analytisch wahren Sätze. Sie stehen damit im Gegensatz zu synthetischen Formeln.

## Beispiele für Tautologien in der zweiwertigen Aussagenlogik
- Für jede Aussage A ist „Wenn A, dann A“ eine Tautologie – in formaler Schreibweise: {\displaystyle \models A\rightarrow A}
- Für jede Aussage A ist „A oder nicht A“ eine Tautologie, da die Aussage A immer entweder wahr oder falsch ist – in formaler Schreibweise: {\displaystyle \models A\lor \neg A}
- Für alle Aussagen A, B, C ist „Wenn unter der Voraussetzung, dass A der Fall ist, B eine hinreichende Bedingung für C ist, dann ist die Tatsache, dass A eine hinreichende Bedingung für B ist, ausreichend dafür, dass A eine hinreichende Bedingung für C ist, und umgekehrt“ eine Tautologie – in formaler Schreibweise: {\displaystyle \models (A\rightarrow (B\rightarrow C))\leftrightarrow ((A\rightarrow B)\rightarrow (A\rightarrow C))}
- In der Programmierung ist folgender Fehler denkbar: WENN (varText {\displaystyle \neq } „Hallo“) ODER (varText {\displaystyle \neq } „Guten Tag“) DANN …; wird für alle Wahrheitsmöglichkeiten den Wert WAHR liefern. Eine solche Aussage wird im täglichen Sprachgebrauch häufig mit einem oder gesprochen, gemeint ist aber das logische und (Konjunktion). An dieser Stelle sei auf die De Morganschen Gesetze verwiesen.

## Tautologieprüfung
Von zentraler Bedeutung für die Logik sind Methoden zu prüfen, ob Aussagen kontingent (also in ihrer Wahrheit von den Wahr- oder Falschheiten ihrer Grundbausteine abhängig) oder tautologisch (in jedem Fall wahr) sind.
Während eine solche Prüfung prinzipiell mithilfe jeder Methode möglich ist, mit der für alle möglichen Fälle die Wahr- oder Falschheit einer Aussage ermittelbar ist, nimmt die sogenannte Baummethode einen besonderen Stellenwert ein, da hier nicht jeder einzelne Fall geprüft werden muss.
In der klassischen Aussagenlogik fällt die Aufgabe der Tautologieprüfung mit dem praktisch bedeutsamen und intensiv untersuchten Erfüllbarkeitsproblem der Aussagenlogik zusammen, weil eine Aussage genau dann eine Tautologie ist, wenn ihre Verneinung unerfüllbar ist: Zu prüfen, ob eine Aussage eine Tautologie ist, fällt damit zusammen, zu prüfen, ob ihre Verneinung erfüllbar ist.